# Kasenga (Chipata)
Kasenga è un ward dello Zambia, parte della Provincia Orientale e del Distretto di Chipata.